# La furgo
La furgo es una película española de habla catalana independiente de comedia dramática de 2025, dirigida por Eloy Calvo y escrita por Ramón Pardina y Mercè Sarrias, basada en la novela gráfica homónima de Martín Tognola y Pardina. Está protagonizada por Pol López y Martina Lleida. Se estrenó en el BCN Film Festival el 26 de abril de 2025, y tiene previsto su estreno en cines españoles para el 20 de junio de 2025, con distribución de Sideral Cinema.

## Trama
Oso (Pol López), un hombre divorciado de 45 años, intenta rehacer su vida en Barcelona mientras malvive en su furgoneta. Sus intentos de encontrar estabilidad se complican cuando la boda de su ex-mujer lo lleva al límite.

## Reparto
- Pol López como Oso
- Martina Lleida como Violeta
- Carmela Poch como Penèlope
- Aimar Vega como Javi Heavy
- Umair Asif como el amigo
- Isabel Rocatti como Hermínia
- Quimet Pla como Moisès
- David Vert como Àngel
- Paula Vives como Raquel
- Ricard Farré como Litus
- David Bagés como el capitán Repinstant

## Producción
La idea de realizar una adaptación a cine de la novela gráfica La furgo fue concebida cuando el cineasta Eloy Calvo comenzó a leer el libro, conectó con él inmediatamente, y al terminar de leerlo, contactó con sus dos creadores, Martín Tognola y Ramón Pardina, para proponerles llevarlo al cine, a lo cual respondieron con entusiasmo. En mayo de 2024, se anunció por primera vez que el rodaje de la película había comenzado en Barcelona bajo la dirección de Calvo, con Pardina acargo del guion y con Pol López como protagonista. Además de López, Martina Lleida, Aimar Vega, Carmela Poch, Marta Angelat, Quimet Pla y David Bagés fueron confirmados como parte del reparto. El rodaje de la película concluyó en junio de 2024.

## Lanzamiento y marketing
El 30 de enero de 2025, se anunció que La furgo tendría su estreno mundial en el BCN Film Fest, cuya proyección tuvo lugar el 26 de abril de 2025. El 24 de marzo de 2025, Sideral Cinema sacó las primeras imágenes de la película y programó su estreno en cines españoles para el 20 de junio de 2025.